# 竹原常太
竹原 常太（たけはら つねた、1879年〈明治12年〉9月2日 - 1947年〈昭和22年〉6月29日）は戦前日本の英語学者。岡山県出身。アメリカ合衆国で博士号を取得後、神戸商業大学、神戸高等工業学校教授。例文に生の英文を引用した『スタンダード和英大辞典』や、エドワード・ソーンダイクの基本語彙表に基づく英語教材を手がけた。

## 経歴
1879年（明治12年）9月2日岡山県御野郡泉田村（岡山市泉田180番地、南区泉田一丁目16番7号）に銀行家竹原九平次の長男として生まれた。間もなく母比佐が死去して父の実家に預けられ、再婚後父と同居した。地元の小学校、中学校を経て、1896年（明治29年）父の死後、その遺産を元に単身上京した。
1898年（明治31年）神戸市乾行義塾普通科第4学年を卒業し、ヱ・カメロン商会に入社し、和文英訳に従事したが、尽く支配人の訂正を受けたため、生の英語を学ぶため、1899年（明治32年）アメリカ合衆国に留学し、1902年（明治35年）ウィスコンシン州ミルトン・アカデミー、1904年（明治37年）イリノイ州グリヤー・カレッジ師範科を卒業し、1905年（明治38年）帰国した。
1906年（明治39年）1月から1910年（明治43年）9月まで正則中学校英語科、1907年（明治40年）から1909年（明治42年）まで日本中学校英語科、1907年（明治40年）から1910年（明治43年）まで第1師団将校外国語講習所英語部で教えた。
1910年（明治43年）再び渡米し、1912年（大正元年）イリノイ州レイクフォレスト大学英文科でBachelor of Arts、1913年（大正2年）ミシガン州立大学大学院英文科でMaster of Arts、1915年（大正4年）ニューヨーク大学大学院英文科でDoctor of Philosophyを取得し、1916年（大正5年）帰国した。
1917年（大正6年）春山口造酒の推薦で神戸高等商業学校講師となり、1918年（大正7年）春教授に進んだ。1929年（昭和4年）神戸商業大学に昇格後も勤続し、1931年（昭和6年）神戸高等工業学校教授を兼任した。
1940年（昭和15年）3月退官し、四国の長女宅に疎開した。1940年（昭和15年）正四位勲三等。1945年（昭和20年）冬疎開先に帰航する途中、機銃掃射に足止めされて肺炎を患い、1947年（昭和22年）6月29日死去した。

## 著書
- 1906年 『英語慣用句詳解』
- 1924年 『スタンダード和英大辞典』
留学中から和英辞典編纂のため新聞・雑誌を収集し、1916年（大正5年）6月神田乃武との共編で三省堂と出版契約し、代々木字山谷の自宅で編纂作業を進めたが、12月財務担当者能勢鼎三の協力を得られなくなったためか、中止となった[9]。
神戸高商に就職後、校長水島銕也等により和英辞典刊行のため募金活動が行われ、1924年（大正13年）宝文館からの私費出版が実現した[10]。
例文を日本語から英訳せず、新聞・雑誌から生の英文を引用し、逐一出典を明記した点に特徴がある[11]。
- 1929年 『スタンダード英和辞典』
エドワード・ソーンダイク著The Teacher's Word Book[12]、アーネスト・ホーン著A Basic Writing Vocabulary[13]に基づき単語の頻度数を明記する[14]。
- 1930年 『語学教育の合理化』
- 1932年 The Standard English Readers
中学校外国語科・師範学校英語科用教科書。文部省検定合格[15]。大西雅雄と共編[16]。
- 1932年 『学習教材の合理化 附スタンダードリーダー編纂趣意』
- 1933年 『中等学校英語教材の合理化 附スタンダードリーダー編纂趣意』
- 1934年 『ソーンダイク基本英語単語』
- 1934年 The Girls’ Standard English Readers
- 1934年 『高等女学校英語教材の合理化 附ガールズスタンダードリーダー編纂趣意』
- 1936年 『ソーンダイク基本構文 新英文解釈法』
ソーンダイク著An Inventory of English Constructionsを日本人向けに増補改訂したもの[17]。
- 1936年 『中等学校英語教材の科学的編纂法』
- 1937年 The New Standard Readers
- 1946年 『スタンダード和英辞典』
- 『聖書と文学 ―イディオム・句動詞用例集―』
欽定訳聖書に基づく名句辞典[18]。1941年（昭和16年）には成稿したが、太平洋戦争により刊行は成らなかった[19]。

## 人物
博士論文を「近松とシェークスピアの比較」とするなど、和洋の舞台芸術に造詣が深く、神戸高商語学部（ESS）でも語学劇を指導した。
留学中キリスト教の洗礼を受け、熱心に活動したが、晩年は仏教にも関心を見せた。

## 家族
- 父：竹原九平次
- 母：比佐
- 姉2人[3]
- 妻：実恵（実枝、じつえ）
1886年（明治19年）11月生。愛媛県小池武八三女[7]。同志社大学女子専門学校を卒業後、アイオワ大学で1910年（明治43年）Bachelor of Arts、1912年（大正元年）Master of Arts[22]、ウェルズリー大学で外国人初の学位を取得後[23]、日本女子大学で英語を教えた[22]。1916年（大正6年）12月結婚した[24]。
- 長女：小池和
1918年（大正7年）10月生。神戸女学院専門学校師範科卒[7]。1942年（昭和17年）12月三菱重工小池吉郎と結婚した[25]。
- 次女：原口英
1922年（大正11年）7月生。神戸女学院卒。神戸高商校長原口亮平の子泰彦と結婚した[26]。